# Саяли Бахар
Саяли Бахар Ільгар гизи (азерб. Sayalı Bahar İlqar Qızı; 8 березня 1994, Баку, Азербайджан) — азербайджанська письменниця, феміністка, журналістка, соціальна підприємиця.
Авторка сатиричних новел про життя бакинської молоді і суспільства в цілому, творчиня соціальної платформи і дискусійного клубу «KulturMultur Baku».

## Життєпис
Народилася 8 березня 1994 року в Баку в сім'ї медіапідприємця і вчительки фізики.
Закінчила середню школу № 6 у Баку 2011 року.
Того ж року вступила на філологічний факультет бакинської філії Московського державного університету ім. Ломоносова за фахом італійська мова та література. У студентські роки працювала перекладачкою з італійської та англійської мов, і репетиторкою.

## Творчість
2013 року, навчаючись на 2-му курсі бакалаврату, почала вести блог і публікувати статті про проблеми жінок, молоді, свободу і освіту в Азербайджані та за його межами.
Через рік, восени 2014 її стаття «10 історій азербайджанських дівчат, які вирішили жити окремо від сім'ї» була помічена й опублікована одним з найпопулярніших російськомовних порталів Азербайджану 1news.az, викликавши значний резонанс у суспільстві і набравши понад 45000 тисяч переглядів за добу.
У той же період Саяли Бахар почала роботу над своєю першою книгою, сатиричною повістю про життя вигаданої інстаграм-знаменитості Нармін Гасимової «Aztagrambook: InstaLove, InstaBaku», уривки з якої так само публікувала в своєму блозі.
Закінчивши філологічний факультет МДУ влітку 2015 року, Бахар стає стажисткою, а потім — штатною журналісткою новинного онлайн-порталу URBAN.az, одним з перших матеріалів опублікувавши «Інтерв'ю з однією лесбійкою», яке стало вірусним.
24 жовтня 2015 року в Баку Саяли Бахар презентує свою першу книгу «Aztagrambook: InstaLove, InstaBaku». Спонсорами презентації стали такі бренди, як ÜBER і Redbull. Книга викликала значний резонанс, відгуки блогерів, рецензії в ЗМІ. Книга була в секції бестселерів у найбільшій на той момент мережі книжкових магазинів «Ali&Nino», а також потрапила в секцію «Популярне» в онлайн-бібліотеці Bookmate. Було висловлено багато припущень про те, хто є прототипами головних героїв — Нармін Гасимової та її бойфренда Руфата Асланова.
2016 року за мотивами «Aztagrambook» було знято короткометражний фільм — буктрейлер, який отримав друге місце на фестивалі буктрейлерів Азербайджану — Azerbaijan Booktrailer Festival.
Влітку 2017 року, перебуваючи в Лос-Анджелесі, Бахар запускає 2 скандальних арт-проєкти, присвячених свободі жінок: пародійне Youtube-шоу «Nahar with Bahar», де, вперше звертаючись до жінок рідною азербайджанською мовою, розкриває такі злободенні теми, як «Де познайомитися з мільйонером», «Як порозумітися зі свекрухою», «Гостя в спальні» і так далі. Письменниця зазнала тривалої критики і цькування, звинувачень у тому, що вона знущається над своєю аудиторією. Загалом відео набрали більше 100000 переглядів на різних платформах, але проєкт було закрито.
Другим скандальним проєктом Саяли Бахар стала книга, що публікувалася тільки в електронному вигляді у неї на сайті, «Щоденник бакинської діви». «Щоденник бакинської діви» — повість, написана від першої особи, від особи героїні «Aztagrambook», Нармін Гасимової. Книга описує події, що відбулися після повернення Нармін до Баку, і звертають увагу на одне з найбільших табу азербайджанського суспільства — заборону позбутися цноти до весілля. Бахар пояснює в інтерв'ю, що через призму цього табу вона висміює всі відомі стереотипи і кліше, пов'язані зі свободою жінки в Азербайджані. Її героїня Нармін, повернувшись з Європи, провадить абсолютно непристойний спосіб життя: водить машину, живе сама, збирає галасливі вечірки і веде безладне сексуальне життя. Повість набрала більше 60000 переглядів, але так і не була видана. Саяли Бахар зізнається, що не була готова до такого успіху і втомилася від підвищеної уваги.
20 вересня 2018 року в Баку було презентовано третю повість «Aztagrambook-2: Пісня Вітру і Вогню», в якій знову описується життя бакинської дівчини Нармін після повернення з Європи.
У квітні 2019 року вірші Бахар «Розкажи мені сьогодні про Каспій», написані в Каліфорнії в ностальгії за домівкою, стали частиною інсталяції італійської художниці Лаури Б'янко в галереї ARTIM.

## Підприємницька діяльність
Восени 2018 року письменниця оголосила, що пішла з постійної роботи, щоб повністю присвятити себе мистецтву і бізнесу, і запустила онлайн-журнал про мистецтво і культуру «BAHAR Magazine».
8 березня 2019 року, до дня народження письменниці та Міжнародного жіночого дня онлайн-журнал представив соціальну рекламу «Мрії» на підтримку освіти дівчаток за участі підприємниць Расміни Гурбатової, Наїлі Алієвої і Нарміни Тайїз. Основною ідеєю реклами була цитата бакинського мецената XX століття Зейналабдіна Тагієва про важливість навчання дочок.
Саяли Бахар виступила як авторка сценарію, режисерка і продюсерка реклами, а також вимовила завершальну частину тексту. Реклама стала вірусною і набрала понад 57000 переглядів.
28 листопада 2019 року письменниця оголосила про запуск соціального проєкту — платформи і дискусійного клубу KulturMultur Baku. В рамках платформи проводяться дискусії на громадські теми, ознайомчі заходи, лекції та майстер-класи.
Метою проєкту є підтримка діячів мистецтва і підвищення обізнаності про соціальні тенденції. Серед спікерів клубу — творець унікальних килимів Фаїк Ахмед, членкиня спільноти поетів Великої Британії Лейлі Салаєва, сама Саяли Бахар та інші діячі мистецтва і культури.

## Критика
Творча діяльність і скандальні заяви письменниці про свободу жінок, сексуальну освіту не раз критикували консервативні представники азербайджанського суспільства.
Сама письменниця, разом з редакціями новинних порталів, які публікували статті та інтерв'ю, не раз зазнавали погроз, утисків і жорстоких образ. Останнє інтерв'ю головному російськомовному порталу Азербайджану 1News.az про сексуальну свободу набрало рекордну для сайту кількість переглядів — понад 100 тисяч, і викликало хвилю негативу на адресу Саяли Бахар.